# Bill Spicer
Pour les articles homonymes, voir Spicer.
Bill Spicer (né le 1er octobre 1937 à Los Angeles) est un éditeur et lettreur de bande dessinée américain. Lettreur pour la publicité (1955-1967) puis la bande dessinée (1967-2005), Bill Spicer a surtout marqué la bande dessinée américaine avec Graphic Story Magazine, le premier grand fanzine d'étude américain, publié de 1967 à 1974.

## Récompenses
- 1965 : Prix Alley (catégorie « fan ») du meilleur comic strip de fan pour Adam Link (en) (avec Eando Binder et D. Bruce Berry)
- 1979 : Prix Inkpot
- 2000 :  Prix de l'American Association of Comicbook Collectors Fandom Service

### Documentation
- (en) Bill Schelly, « Bill Spicer », dans Founders of Comic Fandom. Profiles of 90 Publishers, Dealers, Collectors, Writers, Artists and Other Luminaries of the 1950s And 1960s, Jefferson : McFarland, 2010 p. 82-84.  (ISBN 9780786443475)